# Anastasia Zampounidis
Anastasia Zampounidis (en griego: Αναστασία Ζαμπουνίδη; 28 de diciembre de 1968) es una locutora de televisión greco-alemana.

## Ascenso a la fama
Luego de graduarse de la secundaria, Zampounidis pasó tiempo en Los Ángeles como Au Pair, bailarina Go-Go, y profesora de idiomas, al mismo tiempo que en Los Ángeles era la locutora de un programa de radio para Berlin Radio. Alcanzó el puesto #55 en 2001, #68 en 2002, #57 en 2003 y #98 en 2004 en la categoría de mujer más sexy de la FHM de Alemania.
- "El Domo", (1997) Serie de televisión .... (Backstage Reportero) (2002–2005)
- MTV Alemania, (anfitriona de "Select MTV") (2002)
- Rotlicht - Im Dickicht der Großstadt, (TV) .... (Actriz secundaria) (2003)
- "El regreso - Dado große Chance"' Miniserie de Televisión ... (Miembro del jurado) (2004)
- "Total Request Live", Serie de televisión .... Anfitrión (2004)
- MTV Espectáculo vivo "TRL", (anfitrión diario) (2005)